# Bârcea Mică, Hunedoara

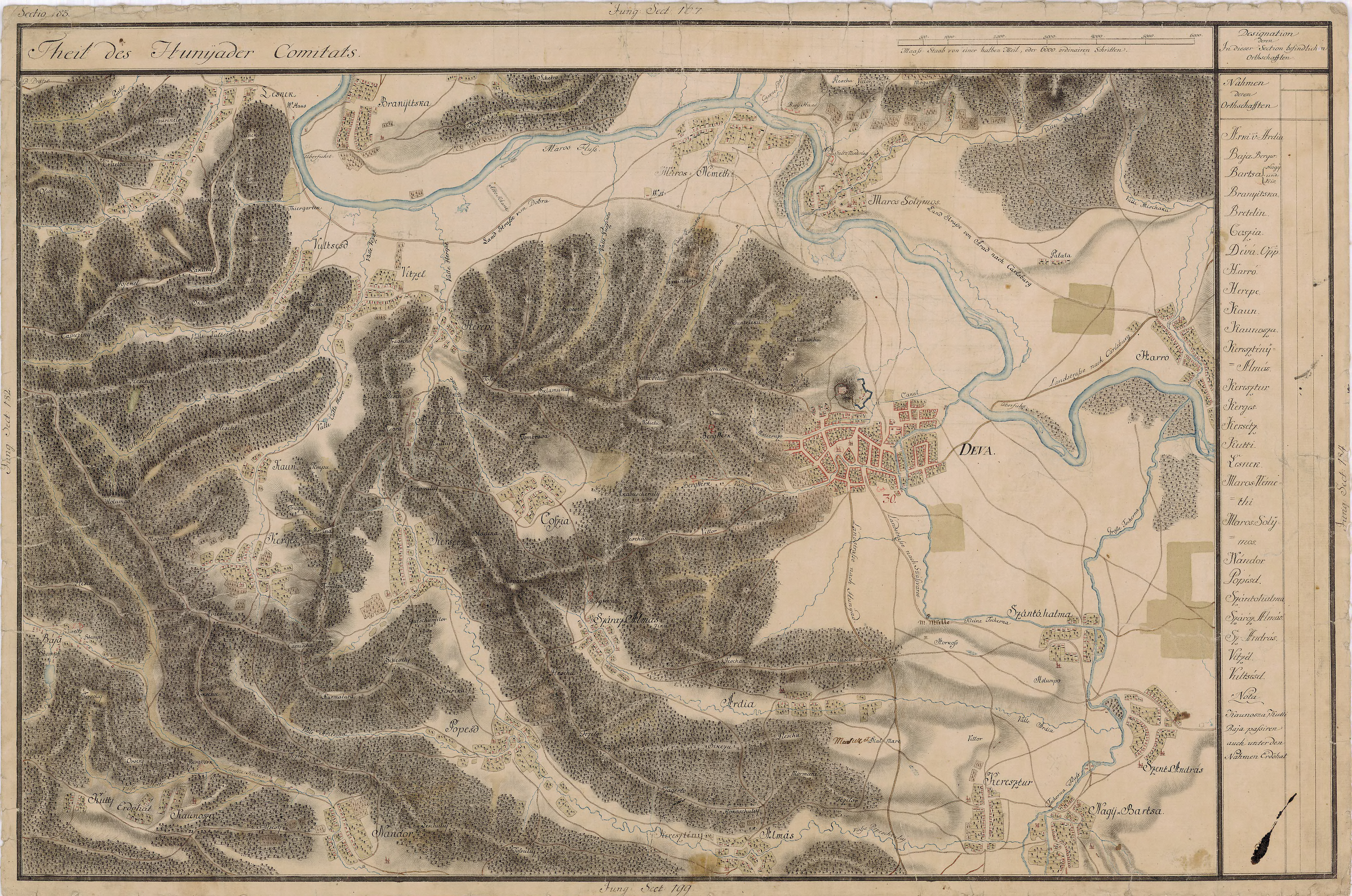
Bârcea Mică în Harta Iosefină a Transilvaniei, 1769-1773

Bârcea Mică (în maghiară Kisbarcsa) este un sat ce aparține municipiului Deva din județul Hunedoara, Transilvania, România.

## Localizare
Satul este situat la jumătatea drumului între orașele Deva și Hunedoara la marginea albiei râului Cerna (cea care se varsă în Mureș) și urcă pe dealurile dinspre est. 
Coordonate geografice: 45°49'00" latitudine nordică și 22°56'60" longitudine estică. 
Satul este situat la 4,1 km față de Deva, pe traseul DN 68B și DC 123. 
Localitatea acoperă o suprafață de 31,57 ha (intravilan).

## Denumiri
De-a lungul timpului așezarea a fost cunoscută sub diverse denumiri ca Bărcia Mică, Nidiș, Kisbarcsa, Felsöbarcsa, Apródpálfalva, Klein-Sammetdorf.

## Istoric
Zona a fost populată din cele mai vechi timpuri, pe vatra satului fiind găsite locuiri neolitice și eneolitice. Primele atestări documentare apar în anul 1257.

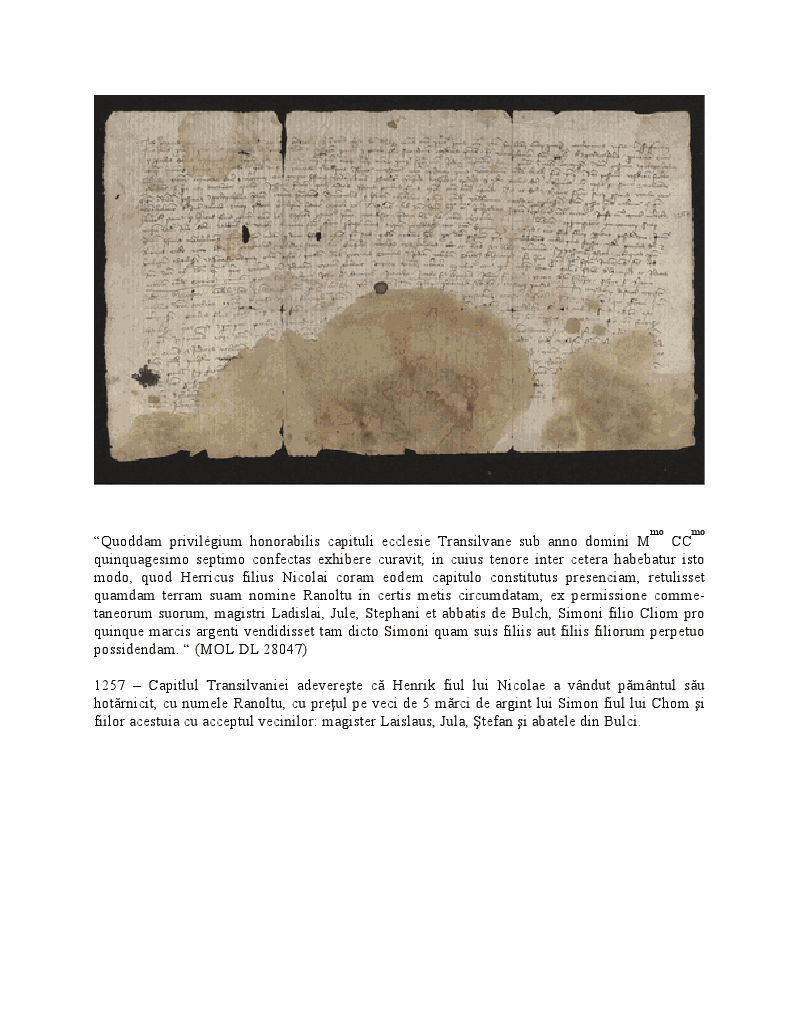

## Arheologie
În hotarul cu localitățile Bârcea Mică și Sântuhalm s-a descoperit, pe malul Cernei, o așezare hallstattiană timpurie. Tot aici s-au mai descoperit materiale ceramice Coțofeni, romane și medievale timpurii.

## Obiective turistice
- Biserica Ortodoxă
- Biserica Reformată-Calvină. Ctitorie: 1886, Episcopie/Arhiepiscopie: Eparhia Reformată din Ardeal, Mitropolie: Biserica Reformată din România.
- Conacul Acațiu Barcsay, clădire din sec. XVIII (monument istoric).

## Galerie de imagini

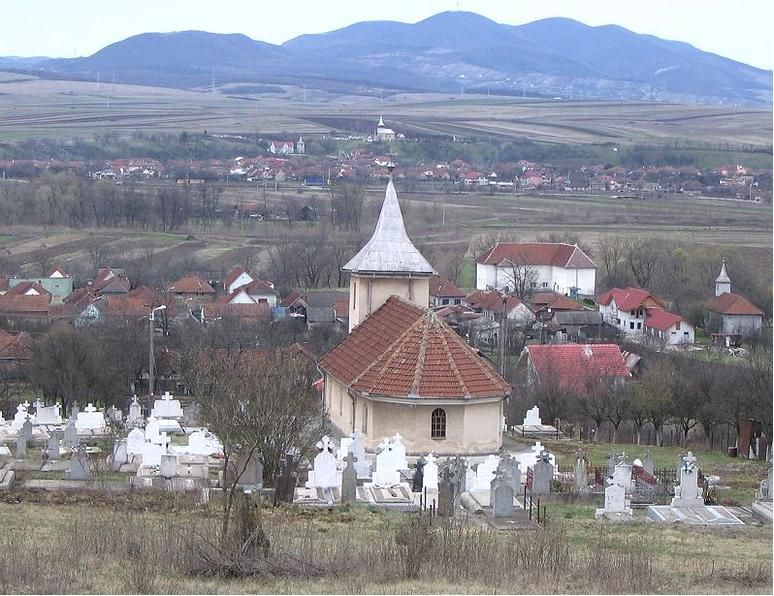
Biserica ortodoxă din Bârcea Mică
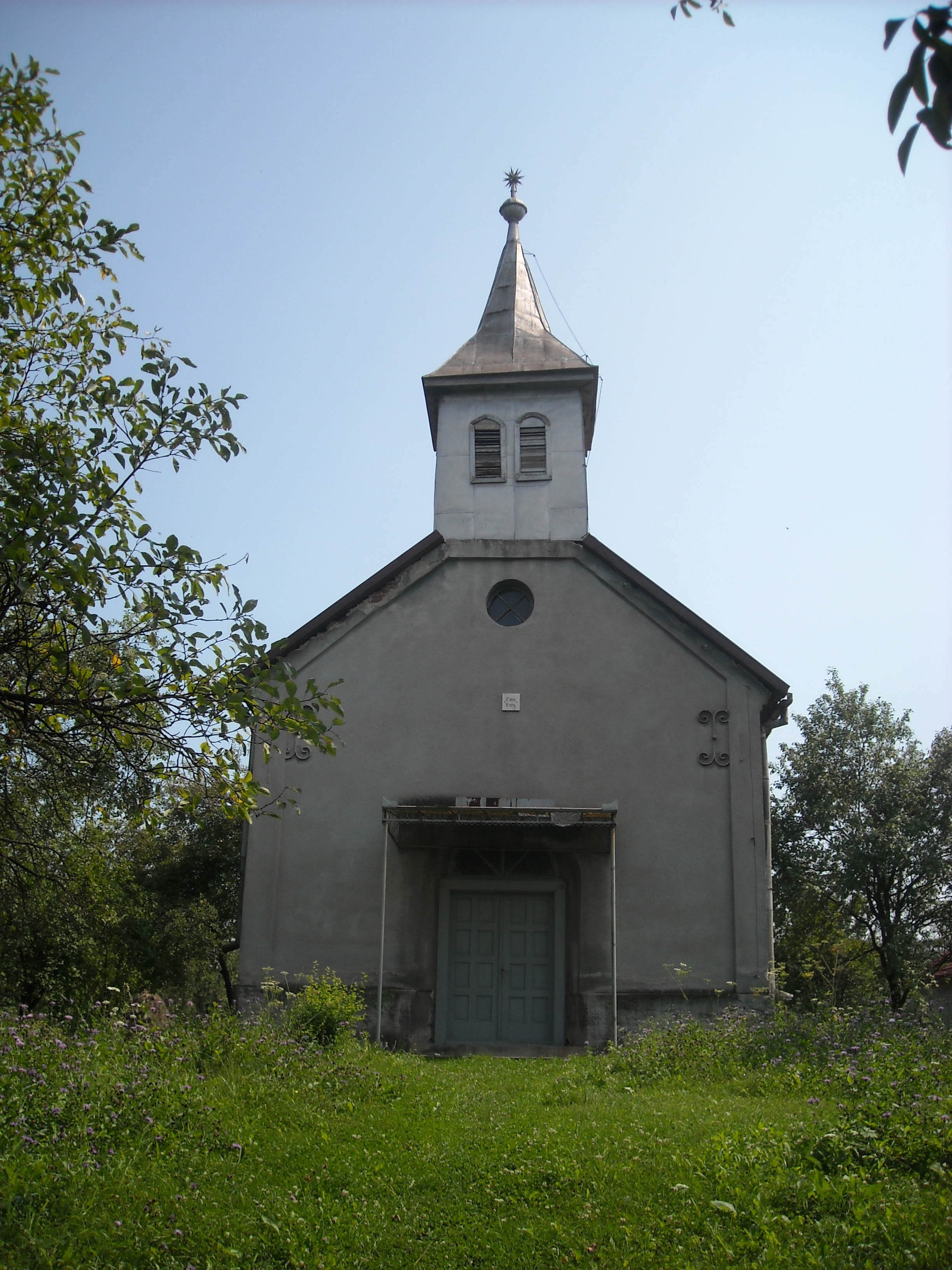
Biserica reformată-calvină din Bârcea Mică

## Regionalisme
a puțuli = a curăța (germ. putzen)

a răcăși = a face curățenie
 
a slobozi =  a da drumul, a elibera

a zmicura = a curăța boabele de porumb de pe știulete

a zminti = a gresi

abros = prosop

ai = usturoi (fr. ail)

aite = răcituri, piftie

belehâză = piele atârnată

blid = farfurie

boactăr = conductor

boltă = alimentara

bolund = nebun

budigăi = chiloței cu mânecuță

bumb = nasture

buracă = ceață

cetârnă = streașină

chischineu = batic

chischinuț = batistă

chișamfău = alt accesoriu atelaj 

cică = coadă

cipcă = dantelă

copârșău = sicriu

corbaci = bici

cornenci = corn de bou pentru carnat

cotarcă = siloz

cremeș = prajitură Napoleon

crumpene = cartof

cucuruz = porumb

curcubetă = dovleac

custură = briceag

cărigă = piesă a sobei cu lemne

cășiță = gaică

dohan = țigară

dună = plapumă groasă umplută cu pene de pasăre

fălos = mândru

fedeu = capac

feleharț = accesoriu atelaj 

fergătău = clanță

fingie = cană

firong = perdea (germ. Vorhaenge)

fizătău = șiret

foraibăr =  dispozitiv de metal în formă de șurub îndoit în unghi drept, prevăzut cu filet pe unul dintre brațe, cu care se blochează o usă, o fereastră etc. (germ. Vorreiber)

găbănaș = cămăruță de alimente

harănge = clopote

hocăr = scaun mic (germ. Hocker)

hoher = ticălos (mag. hóhér - călău)

hozontrongane = bretele

hămbar = siloz pentru cereale

imos = murdar

laboș = cratiță

laibăr = vestă

lepedeu = cearșaf gros de pânză cu dantelă pe margini

ler = cuptor

leveș = supa de tăieței

lăvor = lighean (fr. lavoir)

lezna = ieftin 

maioș = cartaboș

mară = vacă

motor = masină

mâță = pisică

nană = soră mai mare

obdiele = pânză învelită în jurul piciorului și purtată in cizme când temperatura este coborâtă

ocoș = mândru

parapleu = umbrelă (fr. parapluie)

perete = gogoașă

pită = pâine

pogan = mare

poiată = vezi șură

porodică = roșie

pâțe = scame

pălang = gard

păpăradă = omletă

părseici = credenț

rișcașă = orez

roată = bicicletă

surducă = minge

sâlvoi = magiun (slavic sliva: pruna)

șaf = butoi de lemn

ștrăifogăr = caleașcă

șură = loc de depozitare a rezerelor animaliere de hrană

tiglăzău = calcător de haine

tină = noroi

tolcer = pâlnie

tolceu = cos

târnaț = coridor

tăner = farfurie

țuric = inapoi! (comanda data calului) (germ. zurück)

uiagă = sticlă

vailing = vas ușor de peste 10 litri

vigan = haină de casă purtată de femei

zdrențar = covor țesut din zdrențe

zmicurătoare = instrument de metal cu dinți folosit la curațarea știuleților de porumb

zmintit = nebun, gresit